# Jean-Louis Jeanmaire
Pour les articles homonymes, voir Jeanmaire.
Jean-Louis Jeanmaire, né le 25 mars 1910 à Bienne et mort le 29 janvier 1992  à Berne, est un brigadier de l’Armée suisse. Il est originaire des Brenets (Neuchâtel) et de Mont-Tramelan (Jura bernois). Son arrestation en 1977, dans le cadre de la guerre froide, provoque une affaire judiciaire et médiatique, l'Affaire Jeanmaire.

## Biographie
Jean-Louis Jeanmaire fait ses études au gymnase français de Bienne et à l'École polytechnique fédérale de Zurich, dans l'intention de devenir architecte, comme son père. Il choisit la carrière d’officier instructeur de l’armée suisse. Parvenu au grade de colonel en 1957, il est promu colonel brigadier en 1969 et occupe le poste de chef des troupes de protection aérienne de 1969 à 1975. Il prend sa retraite avec les honneurs, à fin 1975. À l'issue de l'affaire qui porte son nom, il est condamné à une peine de 18 ans de prison, dont il ne purge que 12 pour bonne conduite. Après sa libération en 1988, il s'emploie à prouver son innocence et cherche à obtenir sa réhabilitation. Un comité d'anciens membres de l'Assemblée fédérale ayant déposé une pétition pour que l'affaire Jeanmaire soit réévaluée, une Commission d'enquête parlementaire rouvre le dossier en 1991, mais ne constate aucun acte incorrect de la part du Ministère public de la Confédération ; néanmoins, elle se déclare favorable à la publication du jugement ayant condamné Jeanmaire.
Jean-Louis Jeanmaire est choisi pour faire un discours lors de la fête nationale suisse à la Vue des Alpes en 1990.

### Affaire Jeanmaire

#### Contact avec un attaché militaire soviétique
Alertées par un service de renseignements étranger[réf. souhaitée], les autorités suisses arrêtèrent Jean-Louis Jeanmaire le 9 août 1976. L’annonce de son arrestation n’est faite que le 16 août, en même temps que l’expulsion de plusieurs diplomates soviétiques. Selon les informations données à la presse en octobre 1976 par le conseiller fédéral Kurt Furgler, chef du département fédéral de Justice et Police, Jeanmaire est soupçonné d’avoir livré en 1962 à des membres de l’ambassade d’URSS à Berne des documents militaires, notamment concernant l'organisation de la défense générale et la mobilisation de guerre. Jeanmaire est interrogé par l'inspecteur Lugon, de la police cantonale vaudoise, et le commissaire Louis Pilliard, de la police fédérale. À la clôture de l'instruction par le Ministère public de la Confédération, le Conseil fédéral transmet en novembre le dossier à la juridiction militaire. Celui-ci ne comprend que des indices, y compris une déception personnelle relative à une carrière inaboutie dans l'infanterie. Jeanmaire a une excellente mémoire et décrit précisément ce qui s'est passé. Il a pris des initiatives mais aucun des documents livrés ne sont des secrets militaires. Parmi les éléments ressortants de l'affaire, il apparaît qu'en 1959, lors d'un exercice militaire au Tessin, Jean-Louis Jeanmaire fait la connaissance de Vassili Denissenko, alors attaché militaire soviétique à Berne. Jeanmaire, sa femme et l'officier soviétique deviennent amis, Mme Jeanmaire, très attachée à la Russie pour y avoir vécu, devenant même la maîtresse de Denissenko.

#### Commission d'enquête parlementaire
Alfons Müller-Marzohl a présidé la commission d'enquête parlementaire sur l'affaire. Il explicite un contexte où les États-Unis exercent une pression sur la Suisse à la suite du fait que de nombreux renseignements technologiques passent systématiquement à l'est, par exemple l'électronique du char 68 commandé par la Suisse aux États-Unis. En été 1977, le Major Fritz Lüthi, chef du bureau Tiers-Monde du Groupement renseignement et sécurité du Département militaire fédéral en 1967 et chef du bureau "acquisition et contrôle du service de renseignement extérieur" puis rétrogradé au poste précédent en 1977 à la suite d'un conflit avec ses supérieurs, prend contact avec Müller-Marzhol et lui remet 5 volumineux dossiers classifiés secrets en provenance des services de renseignement lui permettant d'affirmer que Jeanmaire ne peut pas être responsable des fuites vers l'URSS car il n'était pas en mesure de connaître des éléments stratégiques de valeur. La commission remet ces pièces au procureur Rudolf Gerber qui les fait classer secret. La commission réentend Lüthi le 4 octobre 1977 après avoir lu l'ensemble du dossier. Par la suite, le Département militaire fédéral et le Ministère public de la Confédération contraignent Lüthi à quitter son poste. Müller-Marzohl a relevé que dans le cadre de son enquête le chef de l'état-major général Hans Senn a interdit à des fonctionnaires de s'exprimer.

#### Procès

Jeanmaire est escorté du tribunal à Lausanne après avoir été condammné à 18 ans de prison (1977)

Le procès de Jeanmaire, inculpé d'espionnage au profit de l'URSS — parmi les 35 infractions retenues, la transmission du règlement relatif à l'exécution d'une mobilisation de guerre est le seul document qui était classé par l'armée suisse comme secret, alors même qu'il était publié à des milliers d'exemplaires (le commandant de corps Josef Feldmann confirmera ultérieurement que Jeanmaire « n'avait jamais eu accès à aucun dossier strictement secret ») — est mené à huis clos à Lausanne par un tribunal militaire ordinaire (le tribunal de division 2).
Avant la tenue de celui-ci, le conseiller fédéral Kurt Furgler accuse Jeanmaire d'être un traître, un conseiller national balois estime même qu'il mérite la peine de mort. Le conseiller fédéral Gnaegi parle de la « grave trahison » de Jeanmaire devant les officiers de la protection aérienne le 1er avril 1977. L'auditeur Pierre Dinnicher dresse l'acte d'accusation. Durant le procès, la défense (assurée par l'avocat vaudois et lieutenant-colonel Jean-Félix Paschoud) plaide la divulgation d'informations dans le but de servir la dissuasion militaire, alors que l'accusation soutient l'extorsion de renseignements par le chantage et la non-divulgation aux supérieurs de Jeanmaire des informations qu'il avait déjà données. Mme Jeanmaire, accusée de complicité, est défendue par l'avocat Roger Courvoisier. Au terme du procès, le 17 juin 1977, Mme Jeanmaire est acquittée, tandis que Jean-Louis Jeanmaire est condamné à 18 ans de réclusion pour espionnage au profit de l'URSS, à la dégradation et à l’exclusion de l'armée, une peine supérieure à celle réclamée par le ministère public (qui avait demandé 12 ans de réclusion). En février 1978, ce jugement est confirmé au terme d'une procédure en cassation. Jeanmaire demande ensuite à deux reprises la révision de son procès, en 1984 et en 1986, mais ses demandes échouent. Libéré le 4 août 1988 après douze ans passés au pénitencier de Bellechasse, Jeanmaire continue à se battre pour obtenir la révision de son procès.

#### Postérité
Divers manquements furent constatés au sein du Groupe renseignements et sécurité des services de renseignements suisses, en particulier lors de l'affaire Kurt Schilling et Albert Bachmann en 1979, qui furent rapprochés de l'affaire Jeanmaire.

## Dans la culture
Une pièce de théâtre a été faite par Urs Widmer sur le sujet : Jeanmaire: ein Stück Schweiz. Un récit documentaire signé John le Carré, Une paix insoutenable, est paru sur le sujet. Le Carré a rencontré Jeanmaire à sa sortie de prison.